# Carex lithophila
Carex lithophila là một loài thực vật có hoa trong họ Cói. Loài này được Turcz. mô tả khoa học đầu tiên năm 1838.